# Aldisa banyulensis
Aldisa banyulensis is een slakkensoort uit de familie van de Cadlinidae. De wetenschappelijke naam van de soort werd voor het eerst geldig gepubliceerd in 1951 door Pruvot-Fol.